# Seaton with Slingley
Seaton with Slingley – civil parish w Anglii, w hrabstwie Durham. W 2011 civil parish liczyła 1271 mieszkańców.